# خواهران بد
خواهران بد (انگلیسی: Bad Sisters) مجموعه‌ای تلویزیونی کمدی سیاه ایرلندی ساختهٔ شارون هورگان، دیو فینکل و برت بائر است. داستان این مجموعه بر اساس مجموعهٔ تلویزیونی بلژیکی به نام قبیله است. این مجموعه در ایرلند فیلمبرداری شد و پخش آن از ۱۹ اوت ۲۰۲۲ آغاز شد.

## داستان
چهار خواهر، نقشه‌ای می‌ریزند تا شوهر خواهرشان، جان پل را به خاطر رفتارش با خواهرشان گریس، بکشند. پس از مرگ نابهنگام او دو مأمور بیمهٔ عمر سعی دارند اثبات کنند که خواهران در مرگ او دخیل بوده‌اند.

## بازیگران
- شارون هورگان در نقش ایوا گاروی، خواهر بزرگ‌تر.
- آن-ماری داف در نقش گریس، خواهر دوم و همسر جان پل.
- اوا برتیستل در نقش اورسلا، خواهر سوم.
- سارا گرین در نقش بیبی، خواهر چهارم.
- ایو هیوسن در نقش بکا، خواهر پنجم.
- کلیس بنگ در نقش جان پل، شوهر گریس.